# 雙子座ξ
雙子座ξ，又名BD+13 1396，HD 48737、SAO 96074、HR 2484，是雙子座的一颗恒星，视星等为3.36，位于銀經200.74，銀緯4.5，其B1900.0坐标为赤經6h 39m 40.6s，赤緯+13° 4.5′ 13″。